# Trematopygodes luteator
Trematopygodes luteator är en stekelart som beskrevs av Hinz och Horstmann 1998. Trematopygodes luteator ingår i släktet Trematopygodes och familjen brokparasitsteklar. Inga underarter finns listade i Catalogue of Life.